# Meridià 59 a l'est
El meridià 59 a l'est de Greenwich és una línia de longitud que s'estén des del pol Nord travessant l'oceà Àrtic, Àsia, l'oceà Índic, l'oceà Antàrtic i l'Antàrtida fins al pol Sud.
El meridià 59 a l'est forma un cercle màxim amb el meridià 121 a l'oest. Com tots els altres meridians, la seva longitud correspon a una semicircumferència terrestre, uns 20.003,932 km. Al nivell de l'Equador, és a una distància del meridià de Greenwich de 6.568 km.

## De Pol a Pol
Començant en el pol Nord i dirigint-se cap al pol Sud, aquest meridià travessa:
| Coordenades                             | País, territori o mar | Notes                                                                          |
| --------------------------------------- | --------------------- | ------------------------------------------------------------------------------ |
| 90° 0′ N, 59° 0′ E / 90.000°N,59.000°E  | Oceà Àrtic            |                                                                                |
| 81° 51′ N, 59° 0′ E / 81.850°N,59.000°E | Rússia                | Illes de Rudolf, Rainer, Wiener Neustadt, Hall i Salm, Terra de Francesc Josep |
| 79° 58′ N, 59° 0′ E / 79.967°N,59.000°E | Mar de Barents        |                                                                                |
| 75° 55′ N, 59° 0′ E / 75.917°N,59.000°E | Rússia                | Illa Séverni, Nova Terra                                                       |
| 74° 20′ N, 59° 0′ E / 74.333°N,59.000°E | Mar de Kara           |                                                                                |
| 70° 27′ N, 59° 0′ E / 70.450°N,59.000°E | Rússia                | Illa Vaigatx                                                                   |
| 69° 54′ N, 59° 0′ E / 69.900°N,59.000°E | Mar de Barents        | Mar de Petxora                                                                 |
| 69° 18′ N, 59° 0′ E / 69.300°N,59.000°E | Rússia                | Illa Dolgi                                                                     |
| 69° 17′ N, 59° 0′ E / 69.283°N,59.000°E | Mar de Barents        | Mar de Petxora                                                                 |
| 68° 59′ N, 59° 0′ E / 68.983°N,59.000°E | Rússia                |                                                                                |
| 50° 42′ N, 59° 0′ E / 50.700°N,59.000°E | Kazakhstan            |                                                                                |
| 45° 25′ N, 59° 0′ E / 45.417°N,59.000°E | Uzbekistan            |                                                                                |
| 42° 31′ N, 59° 0′ E / 42.517°N,59.000°E | Turkmenistan          |                                                                                |
| 37° 37′ N, 59° 0′ E / 37.617°N,59.000°E | Iran                  |                                                                                |
| 25° 25′ N, 59° 0′ E / 25.417°N,59.000°E | Golf d'Oman           |                                                                                |
| 23° 8′ N, 59° 0′ E / 23.133°N,59.000°E  | Oman                  |                                                                                |
| 21° 13′ N, 59° 0′ E / 21.217°N,59.000°E | Oceà Índic            | Passa a l'est de Masira, Oman                                                  |
| 60° 0′ S, 59° 0′ E / 60.000°S,59.000°E  | Oceà Antàrtic         |                                                                                |
| 67° 13′ S, 59° 0′ E / 67.217°S,59.000°E | Antàrtida             | Territori Antàrtic Australià, reclamada per Austràlia                          |
| 67° 20′ S, 59° 0′ E / 67.333°S,59.000°E | Oceà Antàrtic         |                                                                                |
| 67° 23′ S, 59° 0′ E / 67.383°S,59.000°E | Antàrtida             | Territori Antàrtic Australià, reclamada per Austràlia                          |